# Parafia św. Wawrzyńca w Kościelnej Wsi (diecezja kaliska)
Parafia Świętego Wawrzyńca w Kościelnej Wsi – parafia rzymskokatolicka, znajdująca się w diecezji kaliskiej, w dekanacie Kalisz I.